# Lac Mantouchiche
Le lac Mantouchiche est plan d'eau douce à la tête de la rivière Pépeshquasati, coulant dans Eeyou Istchee Baie-James (municipalité), dans la région administrative du Nord-du-Québec, dans la province de Québec, au Canada.
La surface du lac Mantouchiche est habituellement gelée de la fin octobre au début mai, toutefois la circulation sécuritaire sur la glace se fait généralement de la mi-novembre à la fin d'avril.

## Géographie
Les principaux bassins versants voisins du lac Mantouchiche sont :
- côté nord : rivière Tichégami, rivière Mémeshquasati, rivière Barou, lac de la Recherche, rivière Eastmain ;
- côté est : rivière Kapaquatche, lac du Magyar, rivière Takwa ;
- côté sud : lac Pépeshquasati, rivière Pépeshquasati, ruisseau Holton (rivière Pépeshquasati), rivière Chéno, rivière Kapaquatche, rivière Takwa, lac Mistassini ;
- côté ouest : rivière Mémeshquasati, lac Baudeau, rivière Tichégami.

Le lac Mantouchiche est situé à 12,8 km à l'est d'un sommet de 807 km des monts Tichégami et à 48,6 km au nord du lac Mistassini. Ce lac comporte une superficie de 4,65 km2, une longueur de 3,8 km, une largeur maximale de 2,8 km et une altitude de 705 m.
L'embouchure du lac Mantouchiche est située à :
- 50,3 km au nord de la partie nord de l'embouchure de la rivière Pépeshquasati

(confluence avec le lac Mistassini) ;
- 20,0 km au sud-ouest de la limite de la réserve de Mistassini ;
- 59,4 km au sud-est du cours de la rivière Tichégami ;
- 106,5 km au nord-est de l'embouchure du lac Mistassini (tête de la rivière Rupert) ;
- 174,5 km au nord du centre du village de Mistissini (municipalité de village cri).

Ce lac situé entièrement en zone forestière comporte :
- une presqu'île rattachée à la rive nord-est et s'avançant sur 1,0 km vers le sud ;
- une baie du sud-ouest du lac s'étirant sur 0,6 km vers le sud-ouest ;
- une baie du sud-est du lac s'étirant sur 1,0 km vers le nord-est ;
- six décharges de lacs non identifiés ou de ruisseaux.

L'embouchure du lac Mantouchiche est localisée au sud-ouest, au fond d'une baie, soit à :
- 50,3 km au nord de l'embouchure de la rivière Pépeshquasati (confluence avec le lac Mistassini) ;
- 20,0 km au sud-ouest de la limite de la réserve de Mistassini ;
- 59,4 km au sud-est du cours de la rivière Tichégami ;
- 106,5 km au nord-est de l'embouchure du lac Mistassini (tête de la rivière Rupert) ;
- 174,5 km au nord du centre du village de Mistissini (municipalité de village cri)[1].

## Toponymie
Le terme « Mantouchiche » s'avère une adaptation du mot cri « munichusis » signifiant « petit ver, insecte ou autre petit animal jugé répugnant ». Cette désignation toponymique a été utilisée pour la première fois par le géologue E. H. Chown sur une carte qu'il a dressée de la région, en 1960.
Le toponyme "lac Mantouchiche" a été officialisé le 5 décembre 1968 par la Commission de toponymie du Québec.